# 121 West Trade
121 West Trade, également connu sous le nom de Interstate Tower, est un gratte-ciel de la ville de Charlotte, dans l'État de Caroline du Nord, aux États-Unis. Sa hauteur est de 141 mètres (462 pieds).

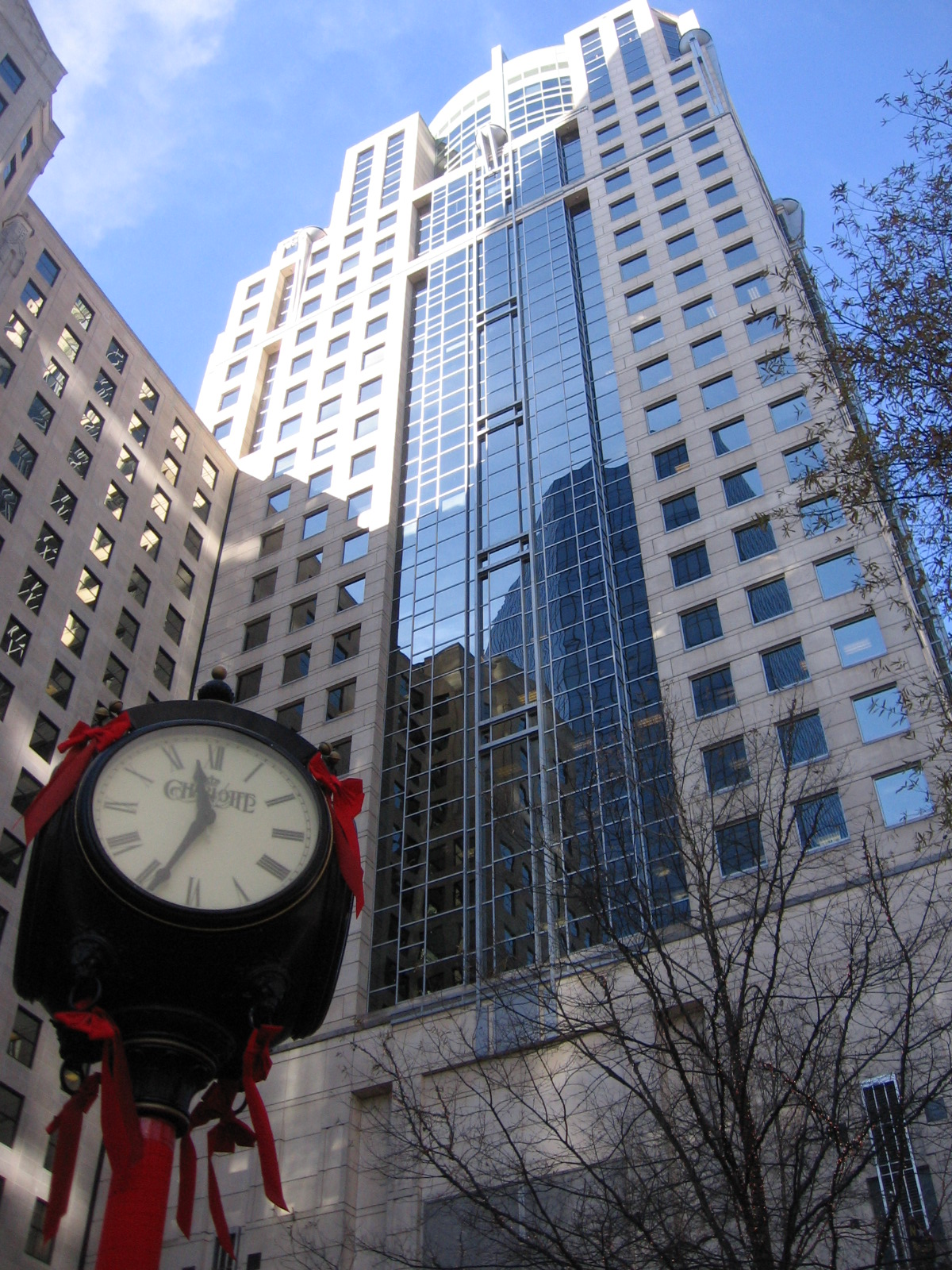

L'architecte est l'agence Kohn Pedersen Fox (KPF).